# مسجد فرح‌آباد

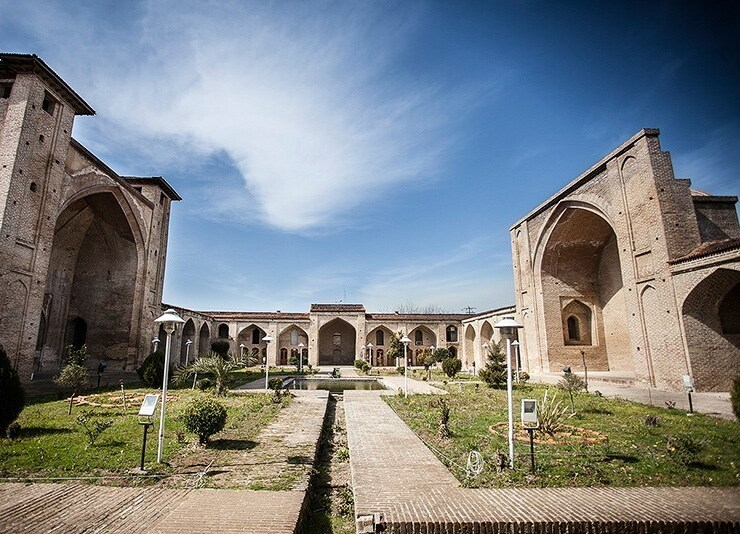
مسجد جامع فرح آباد ساری

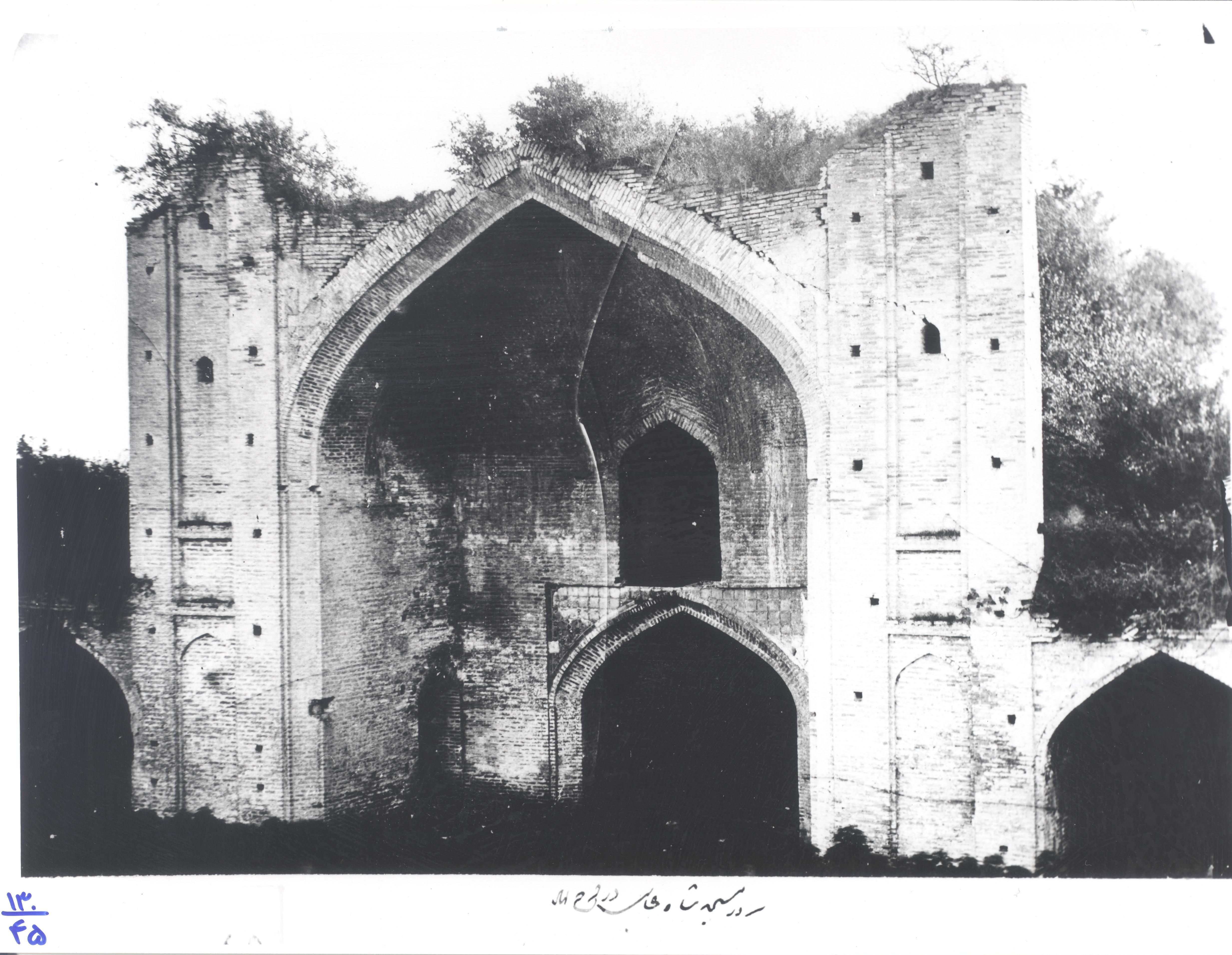
سردر مسجد در ۱۲۹۲ قمری

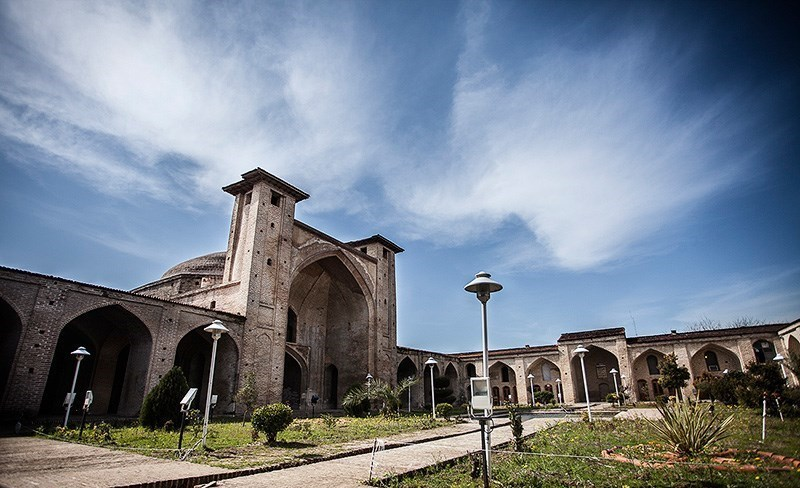
مسجد جامع فرح آباد ساری

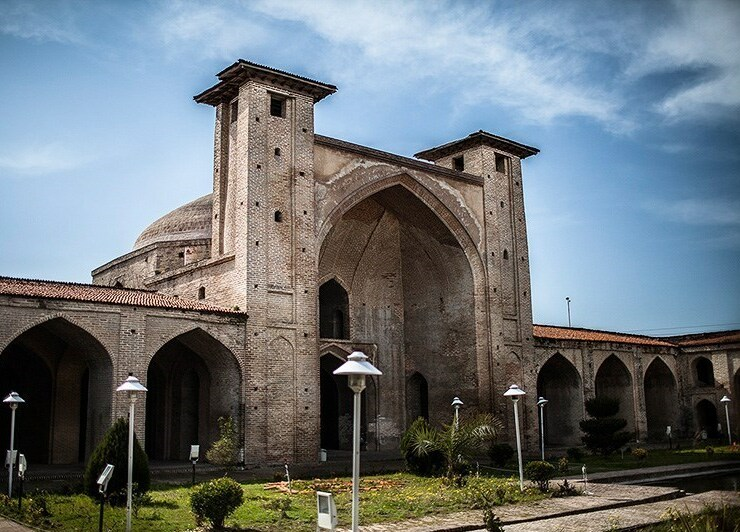
مسجد جامع فرح آباد ساری

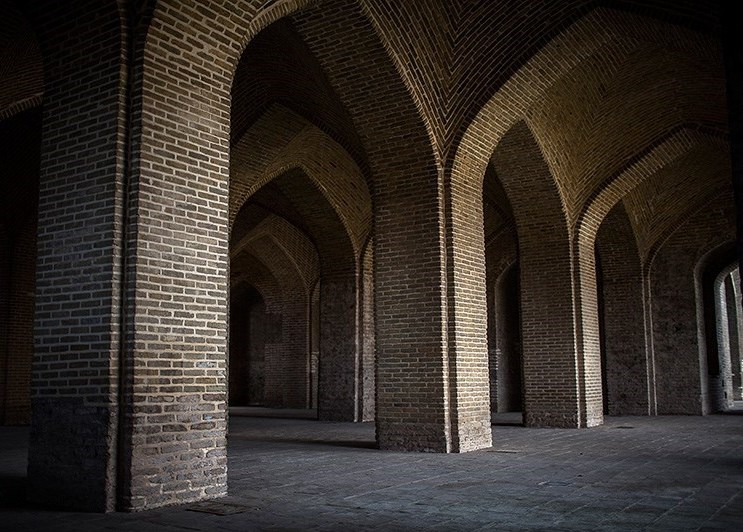
مسجد جامع فرح آباد ساری

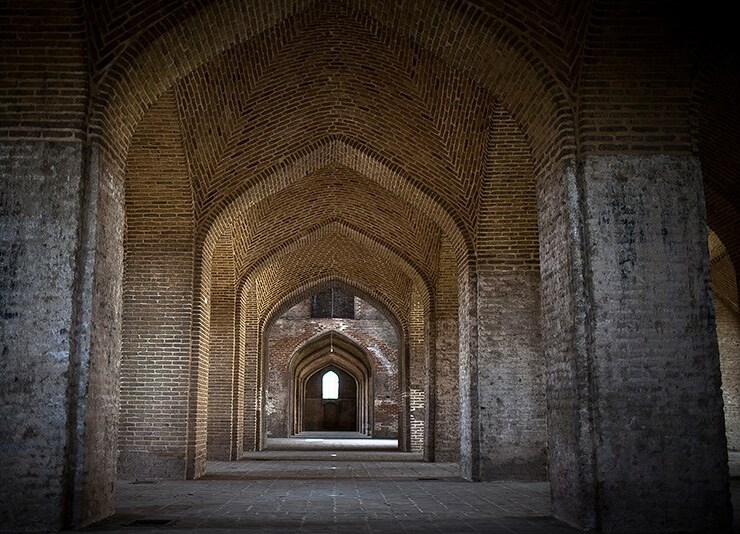
مسجد جامع فرح آباد ساری

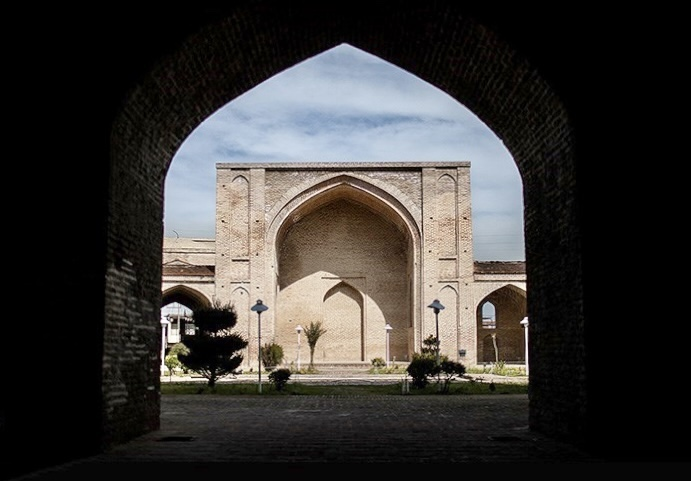
مسجد جامع فرح آباد ساری

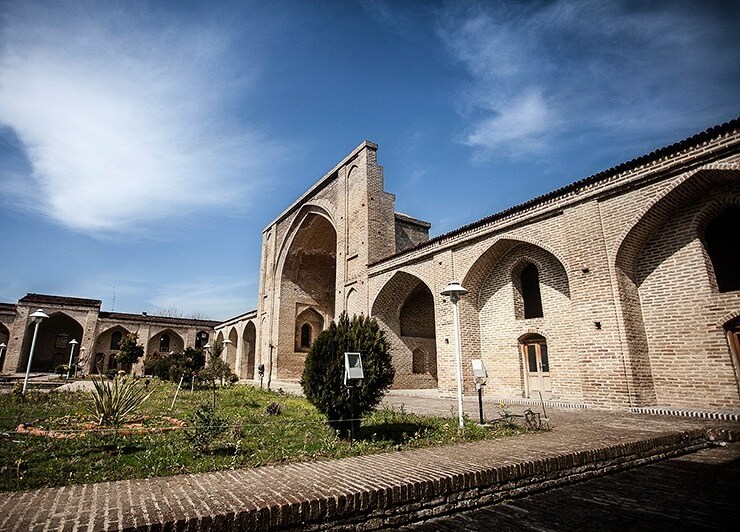
مسجد جامع فرح آباد ساری

مسجد فرح‌آباد ساری بخشی از مجموعه تاریخی فرح آباد ساری است که در دوران صفویه (شاه عباس اول) با سیاق معماری مکتب اصفهان احداث گردیده‌است.در بنا کتیبهٔ تاریخ‌دار یافت نشده‌است اما بنای آن را حدود سال ۱۰۲۵ هجری قمری تخمین می‌زنند.
مجموعه فرح آباد ساری که شاه عباس بخشی‌هایی از دوران سلطنت خود را در آن گذرانده‌است شامل مسجد، پل و کاخ جهان‌نما می‌شده‌است که از ان میان تنها مسجد به دلیل موقعیت مردمی اش بجا مانده‌است. 
این مسجد که در فاصله ۲۵ کیلومتری ساری و ۲ کیلومتری دریای خزر واقع شده، طیق برنامه‌ریزی انجام شده به موزه تشیع شمال کشور تبدیل می‌گردد.

## بانی و سازنده
تاریخ عالم آرای عباسی ساخت مجموعه فرح آباد را ۱۰۲۵ هجری قمری ذکر کرده‌است و نوشته‌است که:« نام قدیم فرح‌آباد طاهان بود و چون شاه عباس آن نقطه را مناسب ایجاد شهر دید، دستور داد در آن جا دولت‌خانه و عمارات عالیه و نیز بازار و حمام و مسجد و کاروان‌سرا بسازند و خود آن خطّه را فرح‌آباد نامید».در سفرنامهٔ مازندران و استراباد آمده‌است که فرح‌آباد در سال ۱۰۲۰ق به فرمان شاه عباس ساخته شد. اما در دوره‌های تاریخی بعد سرانجام شهر در حملهٔ قزاقها در قرن هفدهم میلادی/ یازدهم قمری ویران و به آتش کشیده شد؛  لیکن باید بی‌توجهی پادشاه و بازگشت مردم به دیار خود را علل اصلی رونق نیافتن مجدد شهر دانست پس از آن رطوبت زیاد و باران‌های سیل‌آسا و رسوبات سیلابی و زلزله صدمات فراوانی به ابنیه وارد کرد.

## معماری مسجد
- مسجد درزمینی مستطیل شکل به ابعاد ۶۵ در ۷۵ متر قرار دارد.
- ساختمان مسجد از آجر و ملات آن ساروج است.
- ساختمان به صورت چهار ایوانی بنا شده و دارای سردر ورودی بزرگی می‌باشد که همچون سایر مساجد دوره صفویه، در قسمت ورودی، ایوان‌ها و طاقنماها مزین به کاشیهای رنگارنگ دارد. در قسمت جنوبی مسجد شبستانی بزرگ با طاقهای هلالی روی ستون‌های عظیم آجری قرار گرفته‌است. در اطراف حیاط یا میانسرا حجرههای یک طبقه برای درس طلاب دیده می‌شود که پیرامون حیاط را گرفته.ایوان اصلی مسجد با گنبد بزرگ آجری در قسمت جنوبی که محراب نیز در آن جا واقع است قرار دارد. در دو طرف ایوان دو شبستان بزرگ قرار دارد.
- گنبد شبستان جنوبی از نوع دو پوش پیوسته‌است که آن را با آجر پوشانده‌اند. با توجه به نقشه‌های بنا، به نظر می‌رسد که گنبدخانهٔ مسجد پوش دوم داشته که یا ساخت آن ناتمام مانده یا آنکه تخریب شده‌است.
- از مناره های مسجد فقط پایه‌های آن باقی مانده است.
- تزیینات دیگر مسجد به صورت کاربندی، مقرنس و گچبری است که در شبستان، قسمت فوقانی محراب، جلوخان و ورودی مسجد به چشم می‌خورد. در وسط حیاط حوضی واقع است که در گذشته از طریق تنبوشه‌های سفالی از ضلع شمالی مسجد آب وارد آن می‌شد. ساختمان مسجد از آجر، در اندازه‌های ضلع شمالی مسجد آب وارد آن می‌شد.کاشی‌های نقش‌دارِ به دست آمده از مسجد نشانهٔ آن است که نماهای صحن و سردرِ بنا کاشی‌کاری بوده‌است.

گردشگران از تسهیلات خوبی برای بازدید از این مسجد برخورداراند.

## مرمت و بازسازی
در دورهٔ زندیه به دستور کریم‌خان زند و به دست محمدخان سوادکوهی تجدید بنا شد . در سال ۱۳۵۳، بنای مسجد توسط «ادارهٔ حفاظت آثار باستانی» تعمیر و مرمت شد. در این مرمت، رسوبات سیلابی از بنا پاک و سقف بعضی از قسمت‌ها شیب‌دار شد. با آغاز مجدد تعمیرات در سال ۱۳۶۰، سقف قسمتِ شرقی شبستان مرمت و برای اکثر رواق‌ها سقف شیب‌دار ساخته شد.
در سال ۱۳۸۲ نیز ایوان ورودی آن مرمت و کف سازی شبستان و گنبدخانه، دوخت و دوز دیوارها، مرمت کردن گنبد طاق‌ها و احداث کانال ناکش و زه کش انجام شد. در سال ۱۳۸۸ نیز بودجه ۱ میلیارد ریالی برای ادامه مرمت آن اختصاص یافت و در آبان ۱۳۸۹ مرمت فضای داخلی شبستان و گنبدخانه، کف سازی حیاط، تأسیسات و مرمت دیوار محوطه مسجد و در بخش حجره‌ها مسجد، اقدامات مرمتی چون کف سازی، نورپردازی و ساخت در و پنجره آغاز گردید و پیش‌بینی شده‌است تا تیر ماه ۱۳۹۰ پایان یابد.
گردشگران از تسهیلات خوبی برای بازدید از این مسجد برخورداراند.

## مسجد در آثار تاریخی
در آثار جهانگردان به مجموعه فرح آباد و مسجد آن اشاره شده‌است.جیمز بیلی فریزر که در سال ۱۸۲۲میلادی/ ۱۳۰۰ هجری قمری از آن بازدید کرده‌است می‌نویسد:
 «از فرح آباد که به امر شاه عباس و در اوج قدرت آن پادشاه پی افکنده شد، اینک ویرانه‌هایی به جای مانده‌است. این ویرانه‌ها در دهانهٔ رود تجن که از ساری می‌گذرد، قرار گرفته‌است و از خود شهرساری هفده مایل فاصله دارد. در اینجا ویرانهٔ کاخ شاهی با «حرم» و «اندرون» بعلاوه بقایای مسجد زیبا و بازارها بر جای مانده‌است. این ابنیه را با اسلوبی صحیح و محکم ساخته‌اند.....این بنای ظریف که ۶۶ قدم طول و ۲۵ قدم عرض دارد از چهار ردیف طاقهای جناغی تشکیل شده که بر روی ستونهای ساده بدون نقش زده شده‌اند.در مرکز بنا، گنبدی است که سقف آن را بسیار خوب جمع کرده‌اند، این گنبد مانند سایر قسمتهای بنا از آجر و ساروج ساخته شده‌است.بدنه‌های داخلی گنبد و دیوارها هیچگاه گچ کاری نداشته‌اند، آجرهایی که به دقت با آهک بندکشی کرده‌اند به همان شکلی که در اول بوده‌اند، تا امروز باقی است، اما هلال طاقها در چند نقطه فرو ریخته‌است و قسمتهای ریگر بنا بجز گنبد در حال خرابی است.در مقابل مسجد حایلی است که رواقهای مسجد را از یک ردیف اتاق که محل امام و
خدام است، جدا می‌کند.در هر طرف مسجد در آخرین نقطه شرقی و غربی، آثار بناهای محقرتری دیده می‌شود.مجموعه این بناها مستطیل شکل اند و اتاقهایی داشته که سر بخاری، طاقچه، رف، صندوقخانه و پستو داشته وظاهراً محل اقامت طلاب بوده‌است.

## نگارخانه
تصاویری از اثر باستانی مسجد جامع عباسی فرح آباد ساری:

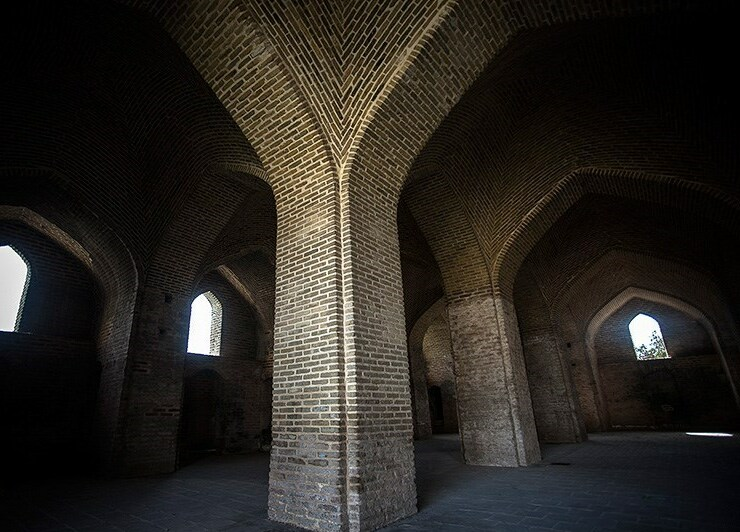
شبستان
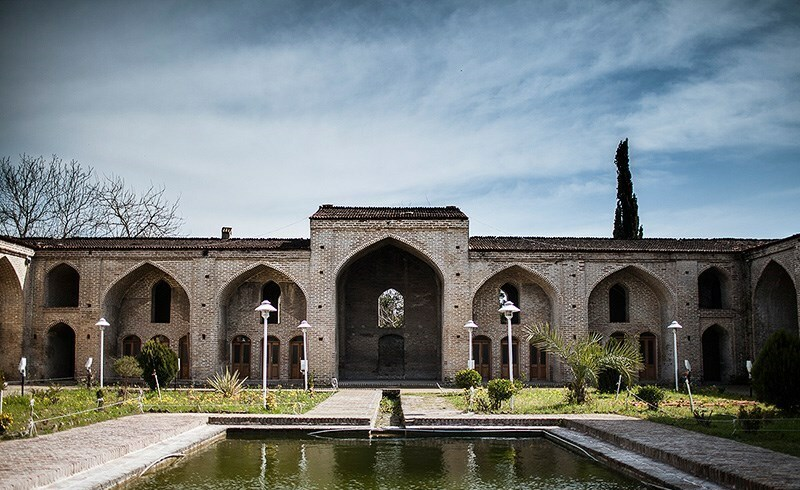
صحن
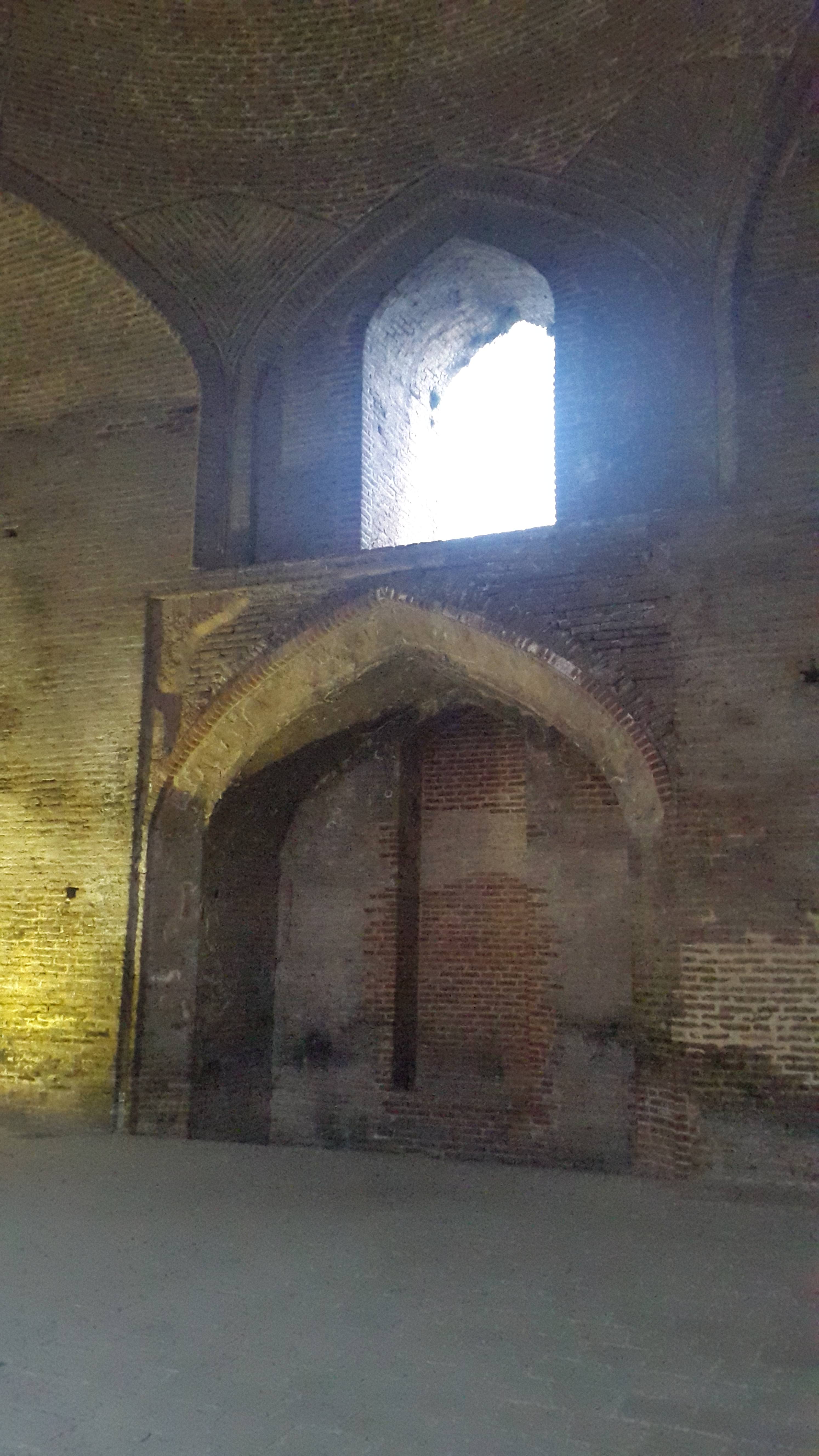
محراب
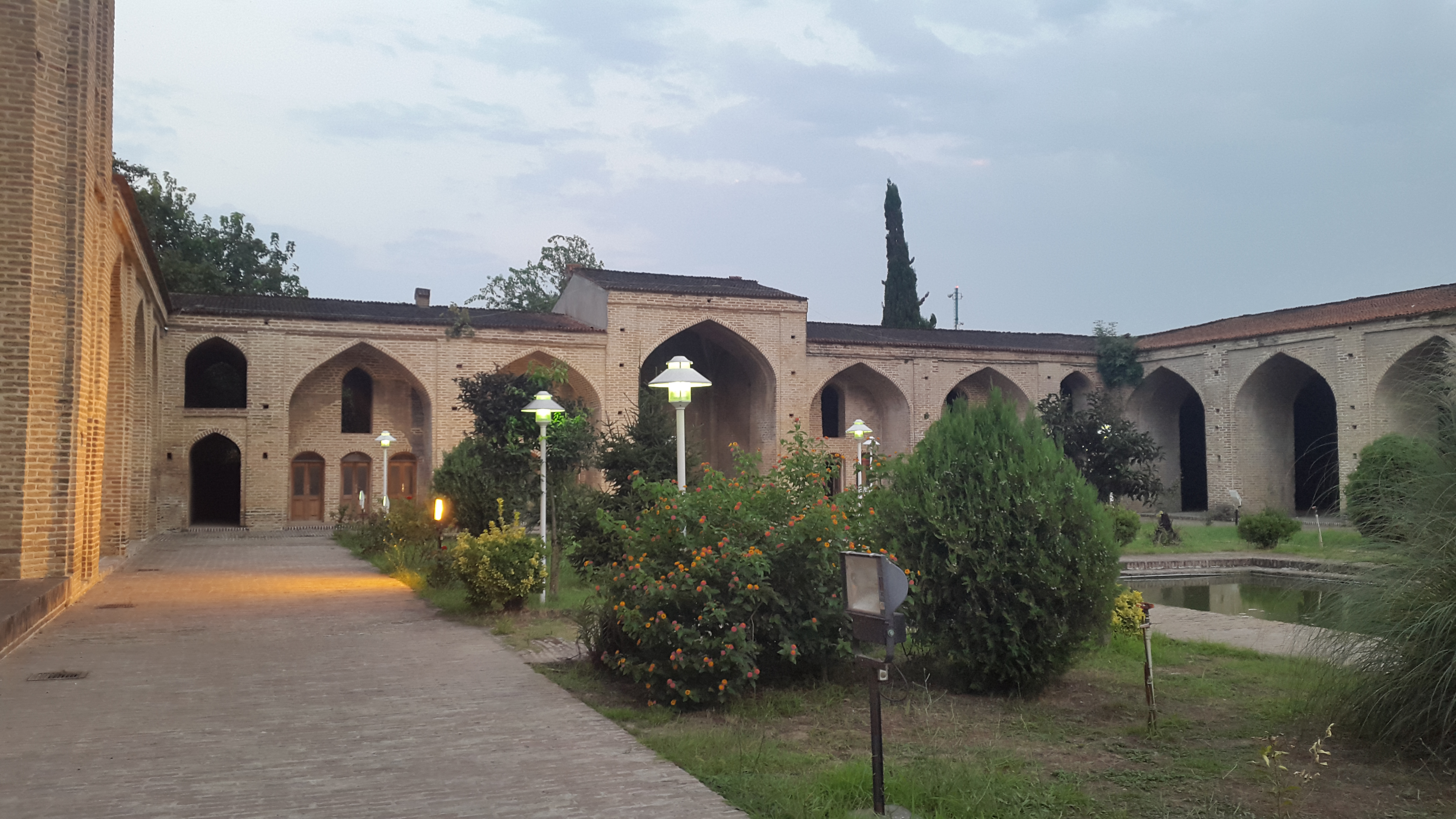
صحن
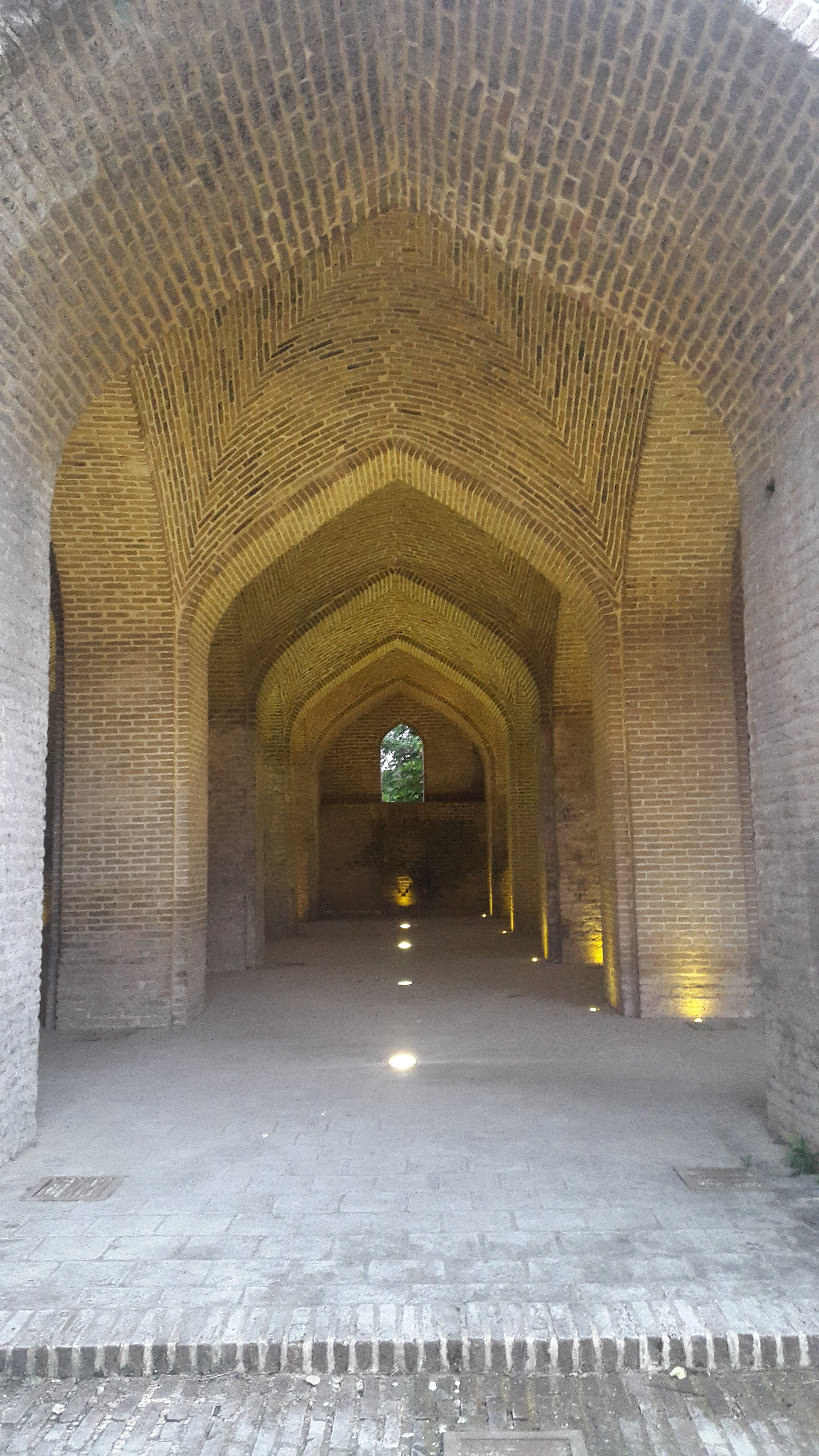
رواق
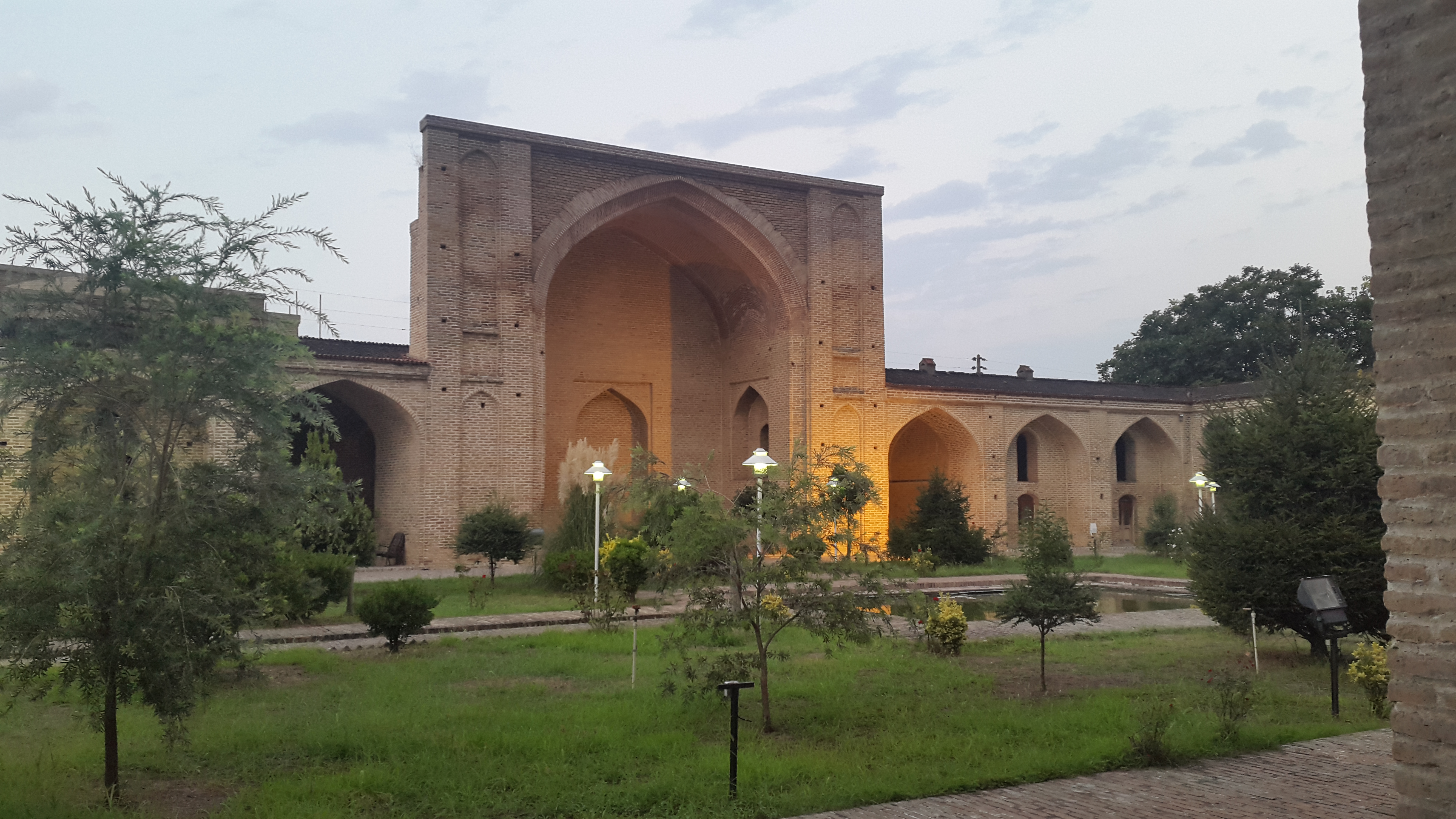
ایوان
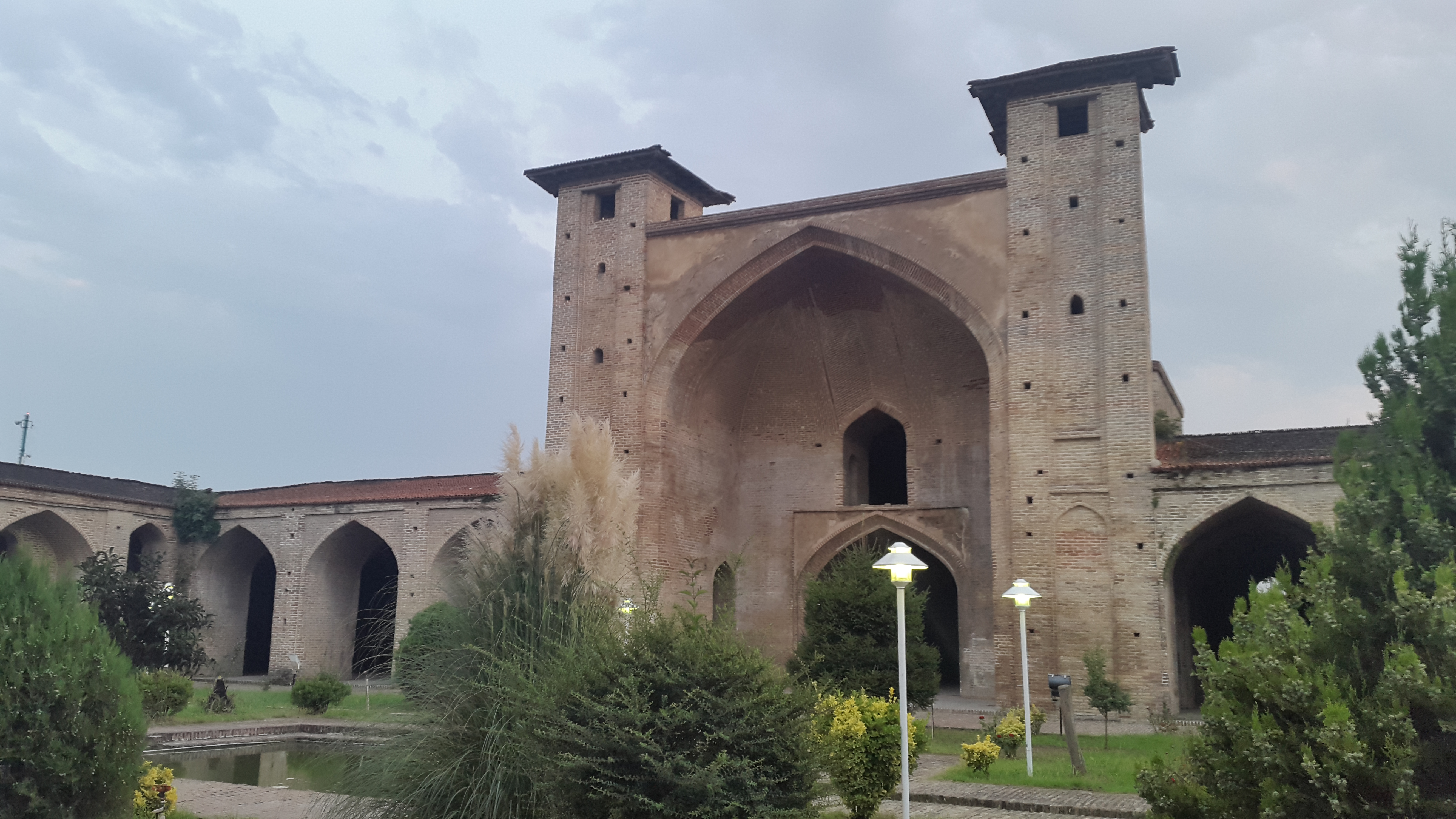
ایوان